# خوسيه مينديز
خوسيه مينديز (بالبرتغالية: José Mendes‏) هو لاعب كرة قدم برتغالي في مركز الدفاع، ولد في 16 يناير 1947 في البرتغال. شارك مع منتخب البرتغال لكرة القدم. أما مع النوادي، فقد لعب مع سبورتينغ لشبونة ونادي فيتوريا سيتوبال.

## وصلات خارجية
- خوسيه مينديز على موقع قاعدة بيانات كرة القدم.إي يو (الإنجليزية)
- خوسيه مينديز على موقع ناشيونال فوتبول تيمز (الإنجليزية)
- خوسيه مينديز على موقع عالم كرة القدم.نت (الإنجليزية)